# Javier Bardem
Javier Ángel Encinas Bardem (Las Palmas de Gran Canaria, 1 de marzo de 1969), conocido artísticamente como Javier Bardem, es un actor español, hijo de la actriz española Pilar Bardem y proveniente de una familia de conocidos actores españoles. Ganó el Premio Óscar al mejor actor de reparto de 2007 por su papel como el psicópata asesino Anton Chigurh en No Country for Old Men. También ha cosechado elogios de la crítica por papeles en películas tales como Jamón, jamón, Carne trémula, Boca a boca, Los lunes al sol, Mar adentro y El buen patrón. Interpretó al antagonista principal Raoul Silva en la película de James Bond de 2012 Skyfall, por la que recibió una nominación tanto al BAFTA como al SAG por mejor actor de reparto.
Ha ganado seis Goyas, un Globo de Oro, un BAFTA, el premio del Festival de Cannes al mejor actor y un premio del Sindicato de Actores. Es el primer actor español en ser nominado a un Óscar (Mejor Actor, 2000, por la película Antes que anochezca, dirigida por Julian Schnabel), así como el primer actor español en ganar un Óscar. Recibió su tercera nominación a los premios Óscar y segunda nominación a Mejor Actor, por la película Biutiful, del director mexicano Alejandro González Iñárritu. La cuarta nominación a los premios más reconocidos del cine fue también en la categoría a Oscar al mejor actor por la película Being the Ricardos del director Aaron Sorkin. También trabajó para directores como Denis Villeneuve, Darren Aronofsky, Ridley Scott, Asghar Farhadi, Pedro Almodóvar, Woody Allen, Milos Forman, Michael Mann o John Malkovich.

## Biografía
Nació en Las Palmas de Gran Canaria, hasta donde se desplazó su familia por motivos laborales desde Madrid. Es hijo de José Carlos Encinas Doussinague y Pilar Bardem, Bardem desciende de una saga de actores: sus abuelos Rafael Bardem y Matilde Muñoz Sampedro, su madre Pilar y su hermano mayor Carlos son un ejemplo. Pero también su tío Juan Antonio Bardem y su primo Miguel han destacado como directores de cine. Aun así, Javier empezó en las categorías inferiores de la selección española de Rugby y llegó a jugar hasta 1990 con el Club de Rugby Liceo Francés de Madrid en las posiciones de pilier y tercera línea hasta la categoría senior antes de estudiar Pintura en la Escuela de Artes y Oficios y continuar con su formación en Juan Carlos Corazza, estudio con el que sigue vinculado hoy en día.
Con solo cinco años, de la mano de su madre Pilar Bardem hizo un papel pequeño en la serie de televisión El pícaro (1974), aunque no aparece en los créditos. Su primera escena como actor estuvo marcada por una anécdota con Fernando Fernán Gómez. Según explica el artista, en la secuencia Fernán Gómez le apuntaba con una pistola y él tenía que reírse. En cambio, se asustó y lloró. Su compañero de trabajo le quitó peso a la situación y exclamó: «No pasa nada, dejadle, es un actor dramático».
Con once años, Bardem tuvo un pequeño papel en la película protagonizada por su madre El poderoso influjo de la Luna, dirigida por Antonio del Real. En la segunda mitad de la década de 1980, realizó apariciones esporádicas en Televisión Española, como en un capítulo de las series Segunda enseñanza (1986) y Brigada central (1989), ambas de Pedro Masó o colaborando con el magazín El día por delante (1989), dirigido y presentado por Pepe Navarro.

### Primeros éxitos
Al pasar de los años, su físico le volvió muy apropiado para interpretar a personajes agresivos y rudos. Tras una impactante aparición -de nuevo de la mano de su madre- en la polémica Las edades de Lulú (1990) de Bigas Luna, se convirtió en uno de los actores fetiche de este director. Esto le llevó a protagonizar, junto a la que muchos años después se convertiría en su esposa, Penélope Cruz, y a Jordi Mollá, la película Jamón, jamón (1992), que catapultaría al trío a la fama.
Ganó, en 1994, el Fotogramas de Plata al Mejor Actor por Huevos de oro, de Bigas Luna; el premio a Mejor Actor en el Festival de San Sebastián por Días contados y El detective y la muerte; y el premio Fernando Rey a la Mejor Interpretación por Días contados. Un año más tarde, y por esta última película, consiguió el Goya al Mejor Intérprete Masculino de Reparto, y el Premio de la Unión de Actores al Mejor Actor. Ganó de nuevo el Fotogramas de Plata por Boca a boca, que también le valió el Goya a la Mejor interpretación masculina protagonista en 1996.
Después de conseguir en diciembre de 1997 el Premio del Público al Mejor Actor en la Gala de la Academia de Cine Europeo, en enero de 1998 compitió por el Goya a la Mejor Interpretación Masculina por Carne trémula. En 1999 volvería a trabajar con Mollá en Segunda piel.

### Los lunes al solyMar adentro
En 2003 obtuvo el Goya a la Mejor Interpretación Masculina protagonista por su papel en Los lunes al sol, compartiendo protagonismo con Luis Tosar, también ganador de un Goya por esta película. En la ceremonia de entrega de dicho premio hace oír su voz —junto con la de otros compañeros de profesión— contra la guerra y la invasión de Irak. En 2004 consiguió nuevamente la Copa Volpi en el Festival de Cine de Venecia, esta vez por su papel en Mar adentro, por el que también repitió el Goya al Mejor actor.

### Salto al cine internacional
En 2006 protagonizó El amor en los tiempos del cólera, dirigida Mike Newel con un guion del sudafricano Ronald Harwood y rodada en Cartagena de Indias. En 2008 protagonizó, junto a Scarlett Johansson y Penélope Cruz, Vicky, Cristina, Barcelona, dirigida por el neoyorquino Woody Allen.
En 2008, su actuación en la película No Country for Old Men, de los hermanos Coen, interpretando al asesino sociópata Anton Chigurh, le valió el reconocimiento unánime de la crítica internacional; por este papel ganó un Globo de oro al mejor actor de reparto, el BAFTA por la misma categoría, y, finalmente, el premio Óscar, convirtiéndose así en el primer actor español en ganar este prestigioso premio. Tras recibir este último premio, agradeció públicamente a su maestro Corazza su ayuda para componer tan siniestro personaje. Este mismo año es galardonado también con el Premio Nacional de Cinematografía. Entre sus últimos proyectos está Biutiful, con el que ha ganado el Goya al mejor actor protagonista.

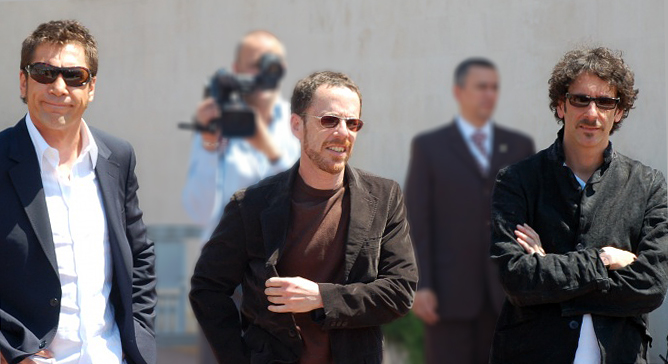
Bardem y los hermanos Coen en el Festival de Cannes

Bardem se ha erigido en los últimos años en defensor del pueblo saharaui y del derecho a la autodeterminación de esta antigua colonia española.
El 8 de noviembre de 2012 Bardem estrenó su estrella en el paseo de la fama de Hollywood.
En enero de 2013, la Academia Británica de Cine anunció la candidatura de Bardem a los Premios BAFTA, en la categoría de actor secundario, por su papel en el filme Skyfall como principal antagonista de James Bond. Este filme ha sido el mayor éxito de taquilla de la saga Bond y recibió excelentes críticas.[cita requerida]
En febrero de 2014, el actor español fue premiado por Majestic Passy por su labor solidaria con el Sáhara Occidental, labor que se vio materializada en “Hijo de las nubes: la última colonia”, un documental dirigido por Álvaro Longoria, y conducido y narrado por el propio Bardem.
A mediados de 2014 empezó a rodar en varios trabajos cinematográficos, como por ejemplo como protagonista en Ra.One y The Gunman, trabajos dirigidos por Anubhav Sinha y Pierre Morel respectivamente.

## Vida personal
El idioma materno de Bardem es el español y también habla inglés con fluidez. Es fanático de la música heavy metal y le da crédito a la banda AC/DC por ayudarlo a aprender a hablar inglés, en algunos aspectos. Bardem prefiere no conducir, solo ponerse detrás del volante para papeles en películas, y constantemente se refiere a sí mismo como un "trabajador", y no como un actor.
Aunque Bardem se crio como católico, es agnóstico. Tras la legalización del matrimonio entre personas del mismo sexo en España en 2005, Bardem afirmó que si fuera gay, se casaría «mañana mismo, sólo para joder a la Iglesia». Más tarde dijo que si bien no cree firmemente en lo sobrenatural, no lo niega. «Somos solo este pequeño lugar en todo el universo, por lo que, por supuesto, debe haber otras cosas, otras personas, otras criaturas, otras vidas y otras dimensiones. Claro, creo en eso». En la misma entrevista, Bardem afirmó que cree que la ciencia y las creencias «deberían ir juntas».
En julio de 2010 se casó con Penélope Cruz, con quien tiene dos hijos: Leo Encinas Cruz, nacido en la Clínica Cedars-Sinaí de Los Ángeles el 22 de enero de 2011, y Luna Encinas Cruz, nacida en la clínica Ruber Internacional de Madrid el 22 de julio de 2013.

## Filmografía
| Año  | País                                            | Título                                     | Personaje                  | Ref.   |
| ---- | ----------------------------------------------- | ------------------------------------------ | -------------------------- | ------ |
| 1990 | Bandera de España                               | Las edades de Lulú                         | Jimmy                      |        |
| 1991 | Bandera de España                               | Tacones lejanos                            | Javier                     |        |
| 1992 | Bandera de España                               | Amo tu cama rica                           | Antonio                    |        |
| 1992 | Bandera de España                               | Jamón, jamón                               | Raúl Gonzáles "El Chorizo" |        |
| 1993 | Bandera de España                               | Huidos                                     | Rafael Moreno              |        |
| 1993 | Bandera de España                               | Huevos de oro                              | Benito González            |        |
| 1994 | Bandera de España                               | El detective y la muerte                   | Detective Cornelio         |        |
| 1994 | Bandera de España                               | Días contados                              | Lisardo                    |        |
| 1995 | Bandera de España                               | Boca a boca                                | Víctor Ventura             |        |
| 1996 | Bandera de España                               | Éxtasis                                    | Robert Ruíz                |        |
| 1997 | Bandera de España                               | Airbag                                     | José Alberto               |        |
| 1997 | Bandera de España · Bandera de México           | Perdita Durango                            | Romeo Dolorosa             |        |
| 1997 | Bandera de España                               | Carne trémula                              | David de Paz               |        |
| 1998 | Bandera de España                               | Entre las piernas                          | Javier                     |        |
| 1999 | Bandera de España                               | Los lobos de Washington                    | Alberto                    |        |
| 1999 | Bandera de España                               | Segunda piel                               | Diego Díaz                 |        |
| 2000 | Bandera de Estados Unidos                       | Antes que anochezca                        | Reinaldo Arenas            |        |
| 2001 | Bandera de España                               | Sin noticias de Dios                       | Tony Graco                 |        |
| 2002 | Bandera de España · Bandera de Estados Unidos   | Pasos de baile                             | Agustín Rejas              |        |
| 2002 | Bandera de España                               | Los lunes al sol                           | Santa                      |        |
| 2004 | Bandera de Estados Unidos                       | Collateral                                 | Félix Reyes Torrena        |        |
| 2004 | Bandera de España                               | Mar adentro                                | Ramón Sampedro             |        |
| 2006 | Bandera de Estados Unidos · Bandera de España   | Los fantasmas de Goya                      | Lorenzo Casamares          |        |
| 2007 | Bandera de Estados Unidos                       | No Country for Old Men                     | Anton Chigurh              |        |
| 2007 | Bandera de Estados Unidos · Bandera de Colombia | El amor en los tiempos del cólera          | Florentino Ariza           |        |
| 2008 | Bandera de España · Bandera de Estados Unidos   | Vicky Cristina Barcelona                   | Juan Antonio               |        |
| 2010 | Bandera de México · Bandera de España           | Biutiful                                   | Uxbal                      |        |
| 2010 | Bandera de Estados Unidos                       | Eat Pray Love                              | Felipe                     |        |
| 2012 | Bandera de Estados Unidos                       | To the wonder                              | Padre Quintana             |        |
| 2012 | Bandera del Reino Unido                         | Skyfall                                    | Raoul Silva                |        |
| 2013 | Bandera de España                               | Alacrán enamorado                          | Solís                      |        |
| 2013 | Bandera de Estados Unidos                       | The Counselor                              | Reiner                     |        |
| 2014 | Bandera de España                               | Autómata                                   | Robot Azul (Voz)           |        |
| 2015 | Bandera de Estados Unidos                       | The Gunman                                 | Félix                      |        |
| 2016 | Bandera de Estados Unidos                       | The Last Face                              | Miguel León                |        |
| 2017 | Bandera de Estados Unidos                       | Piratas del Caribe: La venganza de Salazar | Armando Salazar            |        |
| 2017 | Bandera de Estados Unidos                       | Madre!                                     | Él                         |        |
| 2017 | Bandera de España                               | Loving Pablo                               | Pablo Escobar              |        |
| 2018 | Bandera de España                               | Todos lo saben                             | Paco                       |        |
| 2020 | Bandera del Reino Unido                         | Caminos No Elegidos                        | Leo                        | [ 20 ] |
| 2021 | Bandera de Estados Unidos                       | Dune                                       | Stilgar                    |        |
| 2021 | Bandera de España                               | El buen patrón                             | Julio Blanco               |        |
| 2021 | Bandera de Estados Unidos                       | Being the Ricardos                         | Desi Arnaz                 |        |
| 2022 | Bandera de Estados Unidos                       | Lyle, Lyle, Crocodile                      | Hector P. Valenti          |        |
| 2023 | Bandera de Estados Unidos                       | La Sirenita                                | Rey Tritón                 | [ 21 ] |
| 2024 | Bandera de Estados Unidos                       | Dune: parte dos                            | Stilgar                    | [ 22 ] |
| 2024 | Bandera de Estados Unidos                       | Spellbound                                 | Rey Solón                  | [ 23 ] |
| 2025 | Bandera de Estados Unidos                       | F1                                         | Rubén                      |        |

## Televisión
| Año  | Título                                     | Rol           | Notas                                                   | Ref.   |
| ---- | ------------------------------------------ | ------------- | ------------------------------------------------------- | ------ |
| 1974 | El Pícaro                                  | —             | Child actor                                             | [ 24 ] |
| 1986 | Segunda enseñanza                          | Pablo         | Elenco recurrente                                       | [ 24 ] |
| 1991 | El C.I.D.                                  | Vince         | Episodio: "Thursday's Child"                            |        |
| 2018 | Asesinato en el Hormiguero Express         | El mismo      | Invitado, especial de TV                                | [ 25 ] |
| 2020 | Home Movie: The Princess Bride             | Inigo Montoya | Episodio: "Chapter Ten: To the Pain!"                   | [ 26 ] |
| 2024 | Monsters: The Lyle and Erik Menendez Story | José Menéndez | Elenco principal, miniserie de TV Netflix (9 episodios) | [ 27 ] |

## Documentales (como actor y productor)
| Año  | Documental                            | Director                                                                               |
| ---- | ------------------------------------- | -------------------------------------------------------------------------------------- |
| 2007 | Invisibles                            | Isabel Coixet, Wim Wenders, Fernando León de Aranoa, Mariano Barroso y Javier Corcuera |
| 2012 | Hijos de las nubes, la última colonia | Álvaro Longoria                                                                        |
| 2020 | Santuario                             | Álvaro Longoria                                                                        |

## Videoclips
| Año  | Título original | Intérprete | BSO     | Película | Notas | Ref.                        |
| ---- | --------------- | ---------- | ------- | -------- | --- | --------------------------- |
| 2012 | Skyfall         | Adele      | Skyfall | Skyfall  | - Premio Óscar 2012, Mejor canción original - Globo de Oro 2012, Mejor canción original - Premio Grammy 2013, Mejor canción para medio visual. | [ 28 ] [ 29 ] [ 30 ] [ 31 ] |

## Reconocimientos artísticos
Premios Óscar
| Año  | Categoría              | Película               | Resultado |
| ---- | ---------------------- | ---------------------- | --------- |
| 2001 | Mejor actor            | Antes que anochezca    | Nominado  |
| 2008 | Mejor actor de reparto | No Country for Old Men | Ganador   |
| 2011 | Mejor actor            | Biutiful               | Nominado  |
| 2022 | Mejor actor            | Being the Ricardos     | Nominado  |

Premios Globo de Oro
| Año  | Categoría                       | Película                                       | Resultado |
| ---- | ------------------------------- | ---------------------------------------------- | --------- |
| 2001 | Mejor actor - Drama             | Antes que anochezca                            | Nominado  |
| 2005 | Mejor actor - Drama             | Mar adentro                                    | Nominado  |
| 2007 | Mejor actor de reparto          | No Country for Old Men                         | Ganador   |
| 2009 | Mejor actor - Comedia o musical | Vicky Cristina Barcelona                       | Nominado  |
| 2021 | Mejor actor - Drama             | Being the Ricardos                             | Nominado  |
| 2025 | Mejor actor de reparto (serie)  | Monstruos: La historia de Lyle y Erik Menéndez | Nominado  |

Premios Goya
| Año  | Categoría                                   | Película         | Resultado |
| ---- | ------------------------------------------- | ---------------- | --------- |
| 1992 | Mejor interpretación masculina protagonista | Jamón, jamón     | Nominado  |
| 1993 | Mejor interpretación masculina protagonista | Huevos de oro    | Nominado  |
| 1994 | Mejor interpretación masculina de reparto   | Días contados    | Ganador   |
| 1995 | Mejor interpretación masculina protagonista | Boca a boca      | Ganador   |
| 1997 | Mejor interpretación masculina protagonista | Carne trémula    | Nominado  |
| 2002 | Mejor interpretación masculina protagonista | Los lunes al sol | Ganador   |
| 2004 | Mejor interpretación masculina protagonista | Mar adentro      | Ganador   |
| 2010 | Mejor interpretación masculina protagonista | Biutiful         | Ganador   |
| 2017 | Mejor interpretación masculina protagonista | Loving Pablo     | Nominado  |
| 2018 | Mejor interpretación masculina protagonista | Todos lo saben   | Nominado  |
| 2022 | Mejor interpretación masculina protagonista | El buen patrón   | Ganador   |

Premios BAFTA
| Año  | Categoría                | Película               | Resultado |
| ---- | ------------------------ | ---------------------- | --------- |
| 2008 | Mejor actor de reparto   | No Country for Old Men | Ganador   |
| 2011 | Mejor actor protagonista | Biutiful               | Nominado  |
| 2013 | Mejor actor de reparto   | Skyfall                | Nominado  |

Premios del Sindicato de Actores
| Año  | Categoría              | Película               | Resultado |
| ---- | ---------------------- | ---------------------- | --------- |
| 2008 | Mejor reparto          | No Country for Old Men | Ganador   |
| 2008 | Mejor actor de reparto | No Country for Old Men | Ganador   |
| 2012 | Mejor actor de reparto | Skyfall                | Nominado  |
| 2022 | Mejor actor            | Being the Ricardos     | Nominado  |

Premios Satellite
| Año  | Categoría              | Película               | Resultado |
| ---- | ---------------------- | ---------------------- | --------- |
| 2004 | Mejor actor            | Mar adentro            | Nominado  |
| 2007 | Mejor actor de reparto | No Country for Old Men | Nominado  |
| 2012 | Mejor actor de reparto | Skyfall                | Ganador   |

Premios del cine europeo
| Año  | Categoría                | Película         | Resultado |
| ---- | ------------------------ | ---------------- | --------- |
| 1997 | Mejor actor protagonista | Carne trémula    | Nominado  |
| 2002 | Mejor actor protagonista | Los lunes al sol | Nominado  |
| 2004 | Mejor actor protagonista | Mar adentro      | Ganador   |

Medallas del Círculo de Escritores Cinematográficos
| Año  | Categoría   | Película         | Resultado |
| ---- | ----------- | ---------------- | --------- |
| 1992 | Mejor actor | Jamón, jamón     | Ganador   |
| 1995 | Mejor actor | Boca a boca      | Ganador   |
| 2002 | Mejor actor | Los lunes al sol | Ganador   |
| 2004 | Mejor actor | Mar adentro      | Ganador   |
| 2010 | Mejor actor | Biutiful         | Ganador   |
| 2018 | Mejor actor | Todos lo saben   | Nominado  |
| 2021 | Mejor actor | El buen patrón   | Ganador   |

Premios Fotogramas de Plata
| Año  | Categoría           | Película                               | Resultado |
| ---- | ------------------- | -------------------------------------- | --------- |
| 1992 | Mejor actor de cine | Jamón, jamón                           | Nominado  |
| 1993 | Mejor actor de cine | Huevos de oro                          | Ganador   |
| 1994 | Mejor actor de cine | Días contados El detective y la muerte | Nominado  |
| 1995 | Mejor actor de cine | Boca a boca                            | Ganador   |
| 1996 | Mejor actor de cine | Éxtasis                                | Nominado  |
| 1997 | Mejor actor de cine | Carne trémula Perdita Durango          | Ganador   |
| 2000 | Mejor actor de cine | Segunda piel                           | Ganador   |
| 2002 | Mejor actor de cine | Los lunes al sol                       | Ganador   |
| 2004 | Mejor actor de cine | Mar adentro                            | Ganador   |
| 2010 | Mejor actor de cine | Biutiful                               | Ganador   |

Premios de la Unión de Actores
| Año  | Categoría                                 | Película         | Resultado |
| ---- | ----------------------------------------- | ---------------- | --------- |
| 1994 | Mejor interpretación secundaria de cine   | Días contados    | Ganador   |
| 1996 | Mejor interpretación protagonista de cine | Éxtasis          | Nominado  |
| 1997 | Mejor interpretación protagonista de cine | Carne trémula    | Nominado  |
| 2002 | Mejor actor protagonista de cine          | Los lunes al sol | Ganador   |
| 2004 | Mejor actor protagonista de cine          | Mar adentro      | Ganador   |

Premios Sant Jordi
| Año  | Categoría                        | Película       | Resultado |
| ---- | -------------------------------- | -------------- | --------- |
| 2021 | Mejor actor en película española | El buen Patrón | Ganador   |

Premios Independent Spirit
| Año  | Categoría   | Película                 | Resultado |
| ---- | ----------- | ------------------------ | --------- |
| 2001 | Mejor actor | Antes que anochezca      | Ganador   |
| 2008 | Mejor actor | Vicky Cristina Barcelona | Nominado  |

Premios Hoy Magazine
| Año  | Categoría                                          | Película       | Resultado |
| ---- | -------------------------------------------------- | -------------- | --------- |
| 2021 | Mejor interpretación masculina audiovisual del año | El buen Patrón | Ganador   |

Premios Platino
| Año  | Categoría                      | Película       | Resultado |
| ---- | ------------------------------ | -------------- | --------- |
| 2018 | Mejor Interpretación Masculina | Loving Pablo   | Nominado  |
| 2019 | Mejor Interpretación Masculina | Todos lo saben | Nominado  |

Premios People en Español
| Año  | Categoría   | Película        | Resultado |
| ---- | ----------- | --------------- | --------- |
| 2010 | Mejor actor | Come, reza, ama | Nominado  |

### Festivales
Festival Internacional de Cine de Venecia
| Año  | Categoría                 | Película            | Resultado |
| ---- | ------------------------- | ------------------- | --------- |
| 2000 | Copa Volpi al mejor actor | Antes que anochezca | Ganador   |
| 2004 | Copa Volpi al mejor actor | Mar adentro         | Ganador   |

Festival Internacional de Cine de Cannes
| Año  | Categoría                   | Película | Resultado |
| ---- | --------------------------- | -------- | --------- |
| 2010 | Palma de Oro al Mejor actor | Biutiful | Ganador   |

Festival Internacional de Cine de San Sebastián
| Año  | Categoría                      | Película      | Resultado |
| ---- | ------------------------------ | ------------- | --------- |
| 1994 | Concha de Plata al mejor actor | Días contados | Ganador   |

### Otros reconocimientos
- Estrella en el paseo de la fama de Madrid (2011).
- Estrella en el paseo de la fama de Hollywood (2012).
- Medalla de Oro al Mérito en las Bellas Artes (2021).
- Premio Donostia del Festival de Cine de San Sebastián (2023).[42]